# 李政穎
李政穎（1976年9月22日—），台灣男演員，2004年以民視八點檔連續劇《意難忘》出道，2021年以大愛電視台八點檔連續劇《阿良的歸白人生》入圍第26屆亞洲電視大獎最佳男主角獎 2022年回故鄉接班事業，淡出演藝圈。

## 電視劇
| 年份   | 頻道       | 劇名             | 角色          |
| 2004年 | 民視       | 意難忘           | 楊建志 蔡志明 |
| 2006年 | 民視       | 愛               | 王文強        |
| 2007年 | 民視       | 濟公             | 李修緣        |
| 2007年 | 民視       | 愛情兩好三壞     | 楊晨(客串)    |
| 2008年 | 民視       | 娘家             | 彭建弘        |
| 2010年 | 民視       | 夜市人生         | 金大風        |
| 2011年 | 民視       | 廉政英雄         | 杜亮勤        |
| 2013年 | 廈門衛視   | 幸福的腳步       | 李俊彥        |
| 2014年 | TVBS歡樂台 | A咖的路          | 徐立達        |
| 2014年 | 華視       | 巷弄裡的那家書店 | 吳晉芢(客串)  |
| 2015年 | 大愛電視台 | 党良家之味       | 吳錦程        |
| 2017年 | 華視       | 春風愛河邊       | 杜一生 杜一世 |
| 2017年 | 大愛電視台 | 竹南往事         | 王振源        |
| 2019年 | 大愛電視台 | 程哥懺悔路       | 林建程        |
| 2021年 | 大愛電視台 | 阿良的歸白人生   | 高肇良        |

## 主持作品
- 2004年 中視《ABC to go》（和沈春華主持）

## 音樂作品

### 唱片
- 2011年《廉政英雄電視原聲帶》（歌曲：我的愛我的夢）

## 廣告代言
- 中國信託
- 一太e衛浴
- 95年度孝行獎
- 大甲媽祖遶境
- 國際木雕藝術節

## 獎項紀錄
| 年份   | 頒獎典禮           | 獎項         | 作品           | 角色   | 結果 |
| ------ | ------------------ | ------------ | -------------- | ------ | ---- |
| 2021年 | 第26屆亞洲電視大獎 | 最佳男主角獎 | 阿良的歸白人生 | 高肇良 | 提名 |

## 外部連結
- 李政穎的新浪微博